# Résidence Antoine et Cléopâtre
Résidence Antoine et Cléopâtre ist der Name eines Hochhauses im 13. Arrondissement von Paris. Entworfen wurde das Hochhaus vom Architekten Michel Holley. Der Bau des Hochhauses dauerte von 1972 bis 1974. Das im Stil der Moderne erbaute Gebäude verfügt über 38 Etagen und misst 107 Meter. Die unteren drei Etagen beherbergen ein Einkaufszentrum. Im Anschluss folgen 35 Etagen mit Wohnungen, die auf allen Etagen im Grundriss identisch gestaltet sind. Ursprünglich war geplant, vier weitere Hochhäuser in direkter Nachbarschaft zu erbauen. Diese Pläne wurden jedoch nie umgesetzt. Das Gebäude gehört zum Gebiet Italie 13, das sich über 87 Hektar im 13. Arrondissement erstreckt. In diesem Gebiet wurde ab den 1960er-Jahren ein umfangreiches Städtebauprogramm realisiert. Von den geplanten circa 50 Hochhäusern wurden letztendlich nur etwa 30 umgesetzt. Im Jahr 2023 handelt es sich um das vierthöchste Gebäude im 13. Arrondissement von Paris.
Der Wohnturm ist mit der Métrostation Place d’Italie an den öffentlichen Nahverkehr im Großraum Paris angebunden.